# 皮里圖市 (安索阿特吉州)

皮里圖市（西班牙語：Municipio Píritu），是委內瑞拉的一個市，位於該國東北部安索阿特吉州，首府設於皮里圖，面積225平方公里，2001年人口18,864，人口密度為每平方公里83.84人。